# 生活
生活（せいかつ）とは、「生存して活動すること、生きながらえること」「世の中で暮らしてゆくこと」である（広辞苑第五版）。

## 概要
「生活」の単語は多義的で、一義的な定義を与えるのは難しい。辞書的定義では、生物として生存する面と、人間的・社会的に暮らしていく面の両面で定義するものが多いと指摘されている。
人類の歴史を俯瞰して見ると、実は、人類はその歴史の90 %以上、野外での生活（＝キャンプ）をして生きてきた。食べるものを得るために狩りをしたり木の実などを採りまた漁をし、動物の毛皮を身にまとい、洞穴や樹木の陰で雨風をしのいで眠り、新たな獲物を求めて移動を繰り返してきた。
「生活」は人間的・社会的に暮らしていく面から定義されることもある。
生物として生存する面と人間的・社会的に暮らしていく面という二分法は、単純すぎるという批判があり、生命を保つ意味での生活、経済的に生きていけるという生活、社会的に存在するという生活の三分法のほうが妥当とする見解もある。
坂本武人は、「生活とは動物や植物のように与えられた生命を維持するだけに止まらず、より良い、より充実したものを高めていく、主体的・創造的な活動を内に含んでいる」とした（坂本武人『生活構造と生活設計』法律文化社、1980年）。花田重行は「生活とは自分を『活かして、生きること』」とし「人間の一生涯の継続プロセス」をいうとしている（日本生活心理学会第20回大会報告、1979年）。
志津野知文は国語辞典や分類語彙表をもとに「生活語」を、ごく大まかに次のように分類してに分けて分析している。
- 生物現象（生活機能、生活年齢、生活資料、生活反応、生活現象、生活史、生活環（ライフサイクル）など）[2]
- 経済現象（生活水準、生活標準、生活賃金、生活改善、経済生活、生活費、生活必需品など）[2]
- 福祉関係（生活扶助、生活福祉、生活保護など）[2]
- 社会現象（職場生活、工場生活、学生生活、地域生活、都市生活、農村生活、郊外生活など）[2]
- 日常現象（生活感情、家庭生活、生活様式など）、文化現象（文化生活など）[2]
- 教育現象（生活教育、生活指導、生活学習、生活単元など）[2]
- 研究道具（生活費用、生活時間、生活空間、生活行動、生活構造、生活目的、生活手段、生活設計）[2]。

1970年代以降、Quality of life（QOL、クオリティ・オブ・ライフ）が注目されるようになった。もとは健康関連の概念だったが、道路や公園等の環境整備状況に関する市民のQOLも評価が行われるようになり、区別するため健康関連QOL（HRQOL、Health - related QOL）と定義されることもある。

## 生活構造
生活構造は「生活主体と社会構造との連結点に位置し、生活主体が主体的に社会構造に関与していく行為によって構造化されたもの」（日本生活心理学会第20回大会報告、1979年）、「（特定の個人の、特定期間内の）その期間内にその個人が（結果として）従う、少なくとも行動的社会関係上の位置であるような行動様式を1個は含んだ、諸行動様式の集合の構造」などと定義される。
循環する図式で考える場合、財やサービスの生産、生産された財やサービスの購入、労働の提供といった循環を基調としている。
ただし「生活構造」の意味も論者によって多様であることも否めないとされている。

## 派生語

### 生活時間
時間を生活の種類によって分類する際には「生活時間」と称する。代表的な調査として総務省の「社会生活基本調査」やNHK放送文化研究所の「生活時間調査」がある。

### 生活空間
「生活空間」は人々の生活の空間的広がりを意味する。しかし「生活空間」も住宅の一室から地球全体まで様々な用例があり、分析概念としては曖昧であることから、「生活活動空間」という用語を用いる研究もある。
都市計画ないしは地域計画などでは空間的な計画単位として「生活圏」が用いられることも多いが、圏域の中心に近い住民の生活活動と圏域の周辺に住む住民の生活活動には大きな相違があると予想されるものの、「生活圏」の中ではそうした相違は割酌されない面がある。

### 生活環境
「生活環境」は社会学用語で「人間が生活を行っていく環境の全体的な結びつき」をいうが、狭義には「我々の身の回りのものや状況のこと」で衣料品、家庭用品、化粧品といった日用品を含めた居住環境をいう。

### 生活周期
人の生涯の生活周期はライフサイクルと言われる。人生のライフサイクルにおける、「ある一定時期の家庭や生活の状況」をライフステージともいう。人間の一生における段階区分としては、乳幼児期、児童期、学齢期、青年期、壮年期、老年期などに分けられるものの、区分は資料により異なる。 人間の一生における家族段階については新婚期・育児期・教育期・子独立期・老夫婦期となっている。

### 生活情報
「生活情報」の単語に関しては「生活」も「情報」も多義的であり、過程重視の生活情報システムを指す場合から内容重視の生活情報システムを指す場合まで様々な用例がある。一般的に「生活情報」は専門情報や技術情報などと対極に位置付けられる、日常生活に必要な消費生活情報や余暇情報、生活上の実用情報が想定されている。
旧郵政省の「家庭の情報化に関する調査」では、情報区分をA：住居関係、B：健康、医療・福祉関係、C：レジャー・余暇関係、D：子供の教育関係、E：教養関係、F：衣類・日用品・食品の購入、G：貯蓄・換資関係、H：パート・アルバイト関係、I：地域活動、地域の催事関係に分けて設定している。

## 動物の生活
人間以外の生物も、それぞれ生活を行っている。「アリの生活」「ミツバチの生活」などと言うこともある。各生物の生活については、各生物の記事を参照のこと。